# سینا ویبو
سینا ویبو (به انگلیسی: Sina Weibo) یک وب‌گاه میکروبلاگینگ چینی است و دارای مشابهت‌هایی با توییتر و فیس‌بوک است. این وب‌گاه در کشور چین دارای محبوبیت زیادی است و بیشتر از ۳۰٪ کاربرانِ اینترنت این کشور در آن فعال هستند.